# 2021年3月中國大陸

## 3月1日
- 北京2022年冬残奥会代表团团长会召开。代表团团长会期间，北京冬奥组委体育、场馆与基础设施等19个业务领域将逐一介绍筹办工作进展情况和相关服务政策[1]。
- 中国驻中非大使陈栋同中非共和国总统图瓦德拉通电话表示，中国政府决定向中非政府援助一批新冠疫苗，支持中非人民抗击新冠肺炎疫情，推动共建中国-中非卫生健康共同体[2]。
- 江西省气象局租用的北大荒通用航空公司B-10GD型号飞机，准备在江西吉安市吉安县上空执行人工增雨任务时突然坠落，造成机上5人遇难[3]。
- 黑龙江省哈尔滨市双城区东安村有2名村干部遇害，凶手动机未知[4]。

## 3月2日
- 由中交二航局承建的世界跨径最大、最长的廊桥——福建省漳州市金峰大桥正式建成通车[5]。
- 21时，中国工程院院士钟南山在广州线上出席爱丁堡大学举办的“国际疫情防控专家研讨会”，与美国传染病学专家福奇连线对话。两位专家一致认为：新冠疫苗的疗效基于全球合作，合作对抗疫至关重要；重启经济不能操之过急[6]。

## 3月3日
- 中国人民政治协商会议第十三届全国委员会常务委员会第十五次会议在京闭幕。中共中央政治局常委、全国政协主席汪洋主持闭幕会并讲话[7]。会议通过中国人民政治协商会议第十三届全国委员会第四次会议秘书长、副秘书长名单，李斌担任秘书长[8]。
- 在联合国人权理事会第46届会议期间，“新疆的劳动就业与人权保障”线上边会顺利召开。此次边会由中国常驻联合国日内瓦办事处和瑞士其他国际组织代表团、中国人权研究会共同主办，暨南大学承办[9]。
- 中共中央宣传部追授拉齐尼·巴依卡“时代楷模”称号[10]。
- 中国海警局部署开展打击海上走私“国门利剑2021”专项行动[11]。
- 成都大熊猫博物馆正式开馆，这是成都大熊猫繁育研究基地打造的全球首家以大熊猫为主题的互动体验专题博物馆[12]。
- 内蒙古自治区阿拉善盟行署对外发布消息称，内蒙古自治区人民政府已下发《内蒙古自治区关于阿拉善盟在策克口岸经济开发区设立策克镇的批复》，决定在中蒙边境策克口岸设立策克镇，隶属内蒙古阿拉善盟额济纳旗[13]。
- 辽宁省承派的中国(辽宁)援冈比亚抗疫医疗队圆满完成医疗援助任务，其9名队员于2021年1月9日经西安入境，在当地完成21天集中隔离后，于3月3日15点30分安全返辽宁。此前援助队2020年11月9日抵达冈比亚首都班珠尔，开始为期3个月的医疗援助任务。该支医疗队是中国向非洲国家派出的第一支整建制国际抗疫医疗队[14]。
- 捷克总统新闻发言人伊日·奥夫恰切克表示，捷克总统米洛什·泽曼已向中国发出提供新冠病毒疫苗的请求[15][16]。
- 2021首届中国春兰节在浙江省绍兴市柯桥区开幕[17]。

## 3月4日
- 中国人民政治协商会议第十三届全国委员会四次会议新闻发布会3日下午在北京人民大会堂举行。大会新闻发言人郭卫民宣布，全国政协十三届四次会议将于3月4日下午3时在人民大会堂开幕，3月10日下午闭幕[18]。
- AG600在湖北荆门漳河机场完成灭火任务系统首次科研试飞，飞机状态良好。AG600飞机已全面进入投水功能验证阶段，并将于年内完成投水灭火试验[19]。
- 中国向阿拉伯国家联盟交接了向其援助的国产新冠疫苗。交接仪式在阿盟总部举行，这也是中国自疫情爆发以来第三次向阿盟提供抗疫援助。中国驻埃及大使廖力强同阿盟副秘书长胡萨姆·扎基共同出席了当天的交接仪式。胡萨姆·扎基盛赞中国是阿盟疫情中的“真朋友”，并表示自己已经接种了中国疫苗[20]。

## 3月5日
- 上午9时，第十三届全国人民代表大会第四次会议在北京人民大会堂举行开幕会，国务院总理李克强作政府工作报告[21]。
- 中华人民共和国主席习近平根据全国人民代表大会常务委员会的决定任免驻外大使[22]：
  - 免去蔡润、任命赵本堂为中华人民共和国驻葡萄牙共和国特命全权大使。
  - 免去徐步、任命牛清报为中华人民共和国驻智利共和国特命全权大使。
- 第56届全国工艺品交易会仿真植物及配套用品展在福建福州海峡国际会展中心举行[23]。

## 3月6日
- 联合国生物多样性航天育种计划“长征五号”航天种子落种仪式在香港举行。包括旱金莲、蝶豆花和秋葵等三种植物的共计18颗航天种子被播种在香港打鼓岭的爱月开心假日农场[24][25]。
- 2021中部农业机械及零部件展览会在江西南昌正式开幕，本次展会参展商总数达200余家[26]。
- 2021法语活动月华南地区开幕式在广州举行[27]。

## 3月7日
- 十三届全国人大四次会议举行记者会，国务委员兼外交部长王毅宣布外交部将出台外交为民、帮助海外中国公民抗疫新举措（“春苗行动”）[28]。
- 石家庄市疫情防控指挥部决定，3月8日起，对藁城区管控策略进行调整，解除区域封闭管理，人员可跨区域有序流动[29]。

## 3月8日
- 十三届全国人大四次会议举行第二次全体会议举行，中共中央总书记习近平等党和国家领导人出席[30]。
- 受全国人大常委会委托，栗战书委员长向十三届全国人大四次会议报告全国人大常委会工作[31]。
- 最高人民法院院长周强向十三届全国人大四次会议作最高人民法院工作报告[32]。
- 莫桑比克政府在首都马普托举行新冠疫苗接种启动仪式，莫桑比克卫生部长蒂亚戈在仪式上率先接种了中国援助的国药集团新冠疫苗，成为莫首位中国疫苗接种者[33]。
- 2021“畅想宝墩”宝墩文博创意论坛暨宝墩油菜花节开幕仪式在成都古蜀宝墩董林盘“稻花香里”举行[34]。
- G42沪蓉高速云阳东互通立交工程正式通车[35]。

## 3月9日
- 新疆巴音郭楞蒙古自治州项目集中开工仪式在库尔勒市举行，130个项目陆续开工，总投资近500亿元[36]。

## 3月10日
- 福州首届杜鹃花文化节在琴亭湖公园开幕[37]。

## 3月11日
- 中美半导体行业协会共同成立“中美半导体产业技术和贸易限制工作组”[38]。

## 3月12日
- 浙江金华金义新区第十一届源东桃花节开幕[39]。
- 国务委员兼外长王毅应约同伊拉克外长侯赛因通电话，支持伊方坚决、彻底肃清“伊斯兰国”等极端恐怖势力[40]。
- 南玉铁路那舅特大桥33#墩跨湘桂线转体桥球铰安装成功，在南玉铁路全线5座转体桥中，率先完成球铰安装施工，标志着全线转体桥正式进入实质性施工阶段[41]。
- 中国政府援助加蓬政府的新冠疫苗运抵该国首都利伯维尔。中国驻加蓬大使胡长春同加蓬总理罗丝·克里斯蒂亚娜·奥苏卡·拉蓬达、外长穆贝莱和卫生部长奥比昂等前往机场迎接，并举行交接仪式。这是加蓬政府收到的第一批由外国政府直接援助的新冠疫苗[42]。

## 3月13日
- 乌东德水电站12号水轮发电机组转子上午成功吊装，标志着该水电站最后一台机组进入总装阶段[43]。
- 10时19分，中国在酒泉卫星发射中心用长征四号丙运载火箭，以一箭三星串联方式成功将遥感三十一号04组卫星发射升空，卫星进入预定轨道[44]。
- 浙江省嘉兴市嘉善县魏塘街道发生一起重大刑事案件，致5人死亡，1人受伤[45]。

## 3月14日
- 青海高景光伏科技产业园50GW直拉单晶硅棒项目在西宁奠基动工[46]。

## 3月16日
- 国家主席习近平同特立尼达和多巴哥总理罗利通电话[47]。
- 国家主席习近平同圭亚那总统阿里通电话[48]。

## 3月17日
- 3月17日，国家主席习近平向孟加拉国纪念“国父”穆吉布·拉赫曼诞辰100周年暨庆祝独立50周年活动发表视频致辞，代表中国政府和中国人民向哈米德总统、哈西娜总理以及孟加拉国政府和人民，致以诚挚的问候和良好的祝愿[49]。

## 3月18日
- 3月18日至19日，中美两国高层举行2+2会议，包括美国国务卿布林肯及白宮國家安全顧問苏利文和中国国务委员兼外交部長王毅及中共中央政治局委员、中央外事工作委员会办公室主任杨洁篪等，在阿拉斯加安克拉治舉行拜登任期內首次面對面會談[50]。

## 3月20日
- 中国向哥伦比亚提供的第三批疫苗运抵哥伦比亚首都波哥大。应哥伦比亚总统杜克邀请，国家主席习近平向哥伦比亚民众发表视频讲话。习近平指出，“志合者，不以山海为远。”[51]

## 3月22日
- 中国国家主席习近平同科威特埃米尔纳瓦夫·艾哈迈德·贾比尔·萨巴赫就中科建交50周年互致贺电，中华人民共和国国务院总理李克强同科威特首相萨巴赫·艾哈迈德·贾比尔·萨巴赫互致贺电[52]。
- 由国家开发银行提供贷款、航空工业集团所属中航国际工程公司承建的斯里兰卡卡塔纳供水项目如期竣工[53]。

## 3月23日
- 中共中央总书记、国家主席习近平致电老挝人民革命党中央总书记通伦·西苏里，祝贺他当选老挝国家主席[54]。
- 国家主席习近平就坦桑尼亚总统马古富力逝世向坦桑尼亚新任总统哈桑致唁电，代表中国政府和中国人民并以个人的名义表示深切的哀悼，向坦桑尼亚政府和人民以及马古富力总统亲属致以诚挚的慰问[55]。
- 外长王毅在广西桂林同俄罗斯外长谢尔盖·维克托罗维奇·拉夫罗夫举行会谈[56]。会谈后，两国外长签署《中华人民共和国和俄罗斯联邦外交部长关于当前全球治理若干问题的联合声明》及有关双边合作文件并共同会见记者[57][56]。

## 3月24日
- 沙特王储穆罕默德·本·薩勒曼在未来新城会见中国国务委员兼外长王毅[58]。随后王毅同沙特外交大臣费萨尔举行会谈[59]；王毅还在利雅得会见海合会秘书长纳伊夫[60]。
- 西安市公安局高新分局通报陕西新奥新能能源年会高管用烟头烫员工脸事件：事发2021年2月5日晚，用烟头烫人的公司总经理高雪亭因涉嫌故意伤害罪已被刑事拘留。[61][62]

## 3月25日
- 3月25日至31日，中国-新加坡自贸协定升级后续第一轮谈判通过视频会议举行。双方围绕跨境服务贸易、投资、电信等领域规则进行深入磋商，并就服务贸易和投资自由化谈判相关问题交换意见，谈判取得积极进展[63]。
- 中国外交部长王毅抵达土耳其，与土耳其总统埃尔多安在安卡拉会见[64][65]。之后他同土耳其外长梅夫吕特·恰武什奥卢举行会谈，双方就中土关系、疫情问题、涉疆问题进行沟通，并表示将协同对接合作[66]。
- 青海泰丰先行锂能科技有限公司开工建设年产16万吨高能密度锂电材料智能制造基地项目[67]。

## 3月26日
- 北京语言大学鲁迅与世界文化研究院成立仪式暨首届鲁迅与世界文化论坛举办[68]。

## 3月27日

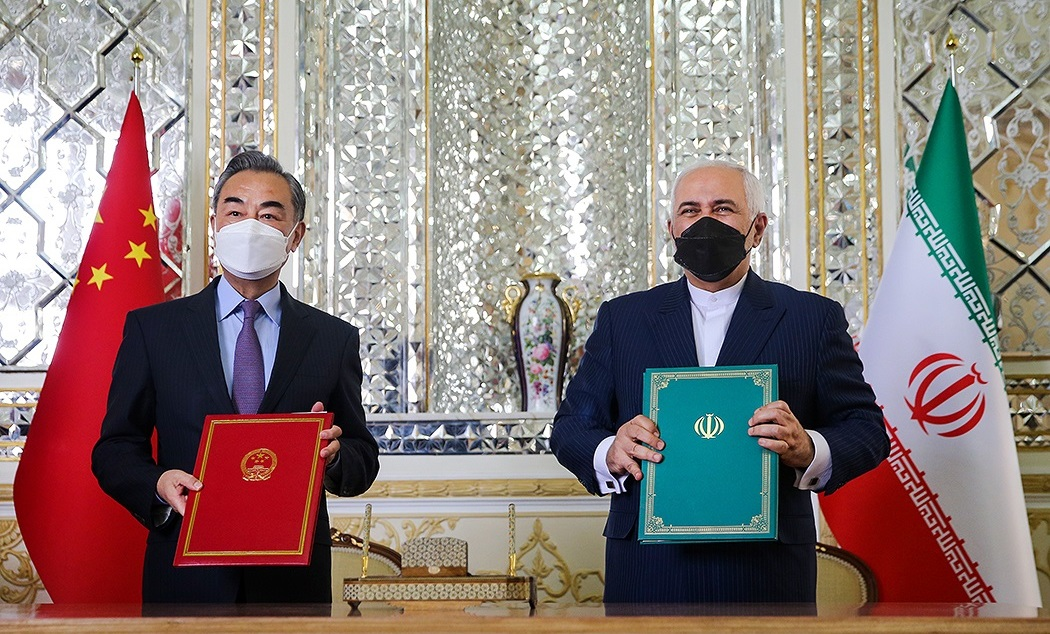
2021年3月27日，中国外交部长王毅同伊朗外长穆罕默德·贾瓦德·扎里夫共同签署《中伊全面合作计划》

- 中国外交部长王毅抵达伊朗，并在德黑兰会见伊朗总统哈桑·鲁哈尼[69]、伊朗最高领袖顾问拉里贾尼[70]。之后他同伊朗外长穆罕默德·贾瓦德·扎里夫举行会谈，共同签署《中伊全面合作计划》[71][72][73]。
- 当晚，中国外交部长王毅抵达阿联酋，阿联酋阿布扎比王储哈姆丹·本·穆罕默德·本·拉希德·阿勒马克图姆会见王毅[74]。

## 3月28日
- 中国外交部长王毅在阿布扎比同阿联酋外长阿卜杜拉举行会谈，双方宣布就健康码互认达成原则一致[75][76]，共同出席中阿两国合作灌装中国疫苗生产线项目的“云启动”仪式[77]。

## 3月29日
- 中国外交部长王毅抵达巴林，巴林国王哈马德宴请王毅[78]，随后巴林王储兼首相萨勒曼在麦纳麦会见王毅[79]；同日王毅同巴林外交大臣扎耶尼举行会谈，双方表示加强“2030经济发展愿景”同“一带一路”倡议对接，拓展两国在贸易、投资、能源、科技、基础设施等领域合作，最后双方签署中巴互设文化中心协定和两国文化合作执行计划[80]。
- 中国外交部长王毅在马斯喀特会见阿曼副首相法赫德[81][82]、阿曼苏丹办公厅大臣苏尔坦[83]。之后他同阿曼外交大臣巴德尔举行会谈，随后双方宣布就签署全面互免签证协定达成一致[84]。会谈前双方共同见证签署中阿政府关于文化、新闻、卫生协定执行规划，并出席郑和纪念碑模型揭幕仪式[85]。

## 3月30日
- 中共中央宣传部在京召开2021年度出版工作电视电话会议[86]。
- 山西省考古研究院考古人员在山西阳泉发现目前中国规模最大、保存最完好的战国水井[87]。
- 欧盟中国商会举行2021年度全体会员大会，应邀与会的中国驻欧盟使团团长张明指出，中欧作为世界两大力量、两大市场、两大文明“总是要合作的”，只有合作才能共赢[88]。
- 中国援老挝农村扶贫设施建设项目在老挝首都万象举行开工仪式[89]。
- 中共中央决定：河南省省长尹弘接替林铎任甘肃省委书记，吉林省委常委、长春市委书记王凯任河南省委副书记，提名省长人选。[90]

## 3月31日
- 中共中央政治局委员、中央外事工作委员会办公室主任杨洁篪在北京分别会见柬埔寨驻华大使西索达、老挝驻华大使坎葆、科威特驻华大使赛米赫。各方表示支持中国“一国两制”方针并支持中国在涉港问题上的正当立场[91][92]。
- 中国外交部长王毅在福建南平同新加坡外长维文举行会谈，双方坚持以“东盟方式”为推动缅局势止乱回稳发挥积极作用[93]。
- 香港特区行政长官林郑月娥31日在香港多份报章发表公开信，支持完善香港选举制度，落实“爱国者治港”原则[94]。
- 澳门特区政府和外交部驻澳门公署坚决反对美方所谓“国别人权报告”涉澳内容[95]。
- 瑞丽市新冠肺炎疫情防控第二场新闻发布会召开，自3月29日瑞丽市国门社区启动核酸检测开始[96]。
- 中国贵州省和老挝琅南塔省线上签署建立友好省关系意向书，未来两地将在农业技术培训、人才培养、语言教学等领域开展交流与合作[97]。
- 中国政府援助斯里兰卡新冠疫苗运抵斯里兰卡科伦坡班达拉奈克国际机场，斯里兰卡总统戈塔巴雅·拉贾帕克萨率领多名部长前往机场迎接。中国驻斯里兰卡大使戚振宏与斯里兰卡负责药品生产、供应和监管的国务部长贾亚苏马纳分别代表两国政府签署疫苗移交证书[98]。
- 中国—世界卫生组织新冠病毒溯源联合研究中方专家组就联合研究报告有关情况举行发布会[99]。
- 北京国际大数据交易所成立发布会在京举行。北数所由北京市经济和信息化局、北京市地方金融监督管理局、北京市商务局与北京市委网信办等部门组织，北京金融控股集团有限公司发起，多方参与成立。当日，北京数据交易系统上线[100]。
- 中华人民共和国国务院总理李克强主持召开国务院常务会议，围绕更大激发市场主体活力、增强发展后劲，推出深化“放管服”改革新举措[101]。
- 江苏省第十三届人民代表大会常务委员会第二十二次会议通过，任命齐家滨、潘贤掌为江苏省人民政府副省长[102]。
- 中国科学院化学研究所发生爆炸事故，造成人员死亡。[103]
- 财政部、国家文物局制定印发《国有文物资源资产管理暂行办法》，对文物资源资产的登录清查、保护利用、资产报告、监督检查等工作作出规范[104][105]。